# Desa Wangkal (administrativ by i Indonesien, lat -7,84, long 113,44)
Desa Wangkal är en administrativ by i Indonesien.   Den ligger i provinsen Jawa Timur, i den västra delen av landet, 700 km öster om huvudstaden Jakarta.